# Décemvir à pouvoir consulaire
Un décemvir à pouvoir consulaire (en latin : decemvir legibus scribundis consulari imperio) est un membre d'un des deux collèges de dix hommes qui aurait eu pour mission de rédiger la Loi des XII tables entre 451 et 449 av. J.-C., premier corps de lois rédigé de la Rome antique.
Il se serait agi d'une magistrature extraordinaire disposant d'un pouvoir consulaire (consulari imperium), créée dans le cadre des luttes entre plébéiens et patriciens et qui remplace le collège des consuls. Une fois sa mission achevée, le deuxième collège de décemvirs aurait tenté de se maintenir illégalement au pouvoir et finalement la magistrature a été abolie, permettant le retour des consuls à la tête de l'État.
Cette narration traditionnelle est toutefois fortement sujette à caution et son authenticité est mise en cause par les historiens modernes.

## Le contexte politique
La constitution du collège des decemviri fait suite à une dizaine d’années d’agitation politique à Rome. Les tribuns de la plèbe dénoncent l’arbitraire des décisions de certains consuls qui interprètent à leur gré la loi orale et réclament depuis 462 av. J.-C. la mise par écrit des droits des consuls à travers la rogatio Terentilia dont le vote est constamment repoussé par les patriciens. En effet, à cette époque, les lois ne sont pas mises par écrit à Rome, contrairement à ce qu'il est coutume de faire dans le monde hellénique. Les décisions prises par les magistrats romains ne se réfèrent donc pas à des principes connus de tous, d'où la nature arbitraire de leur pouvoir que contestent les plébéiens.
Après des années de tension et de violences, les deux partis trouvent un compromis avec la création d’une commission mixte chargée de rédiger des lois communes aux patriciens et aux plébéiens, en contrepartie de l’abandon du projet de lex Terentilia. Le Sénat accepte et, en 453 av. J.-C., une délégation de trois sénateurs, Spurius Postumius Albus Regillensis, Aulus Manlius Vulso et Servius Sulpicius Camerinus Cornutus, reçoit pour mission d’aller à Athènes étudier les lois de Solon et celles des autres cités grecques,,. Il est plus probable que les ambassadeurs romains se soient en fait rendus dans les cités grecques du sud de l'Italie.

## Création des décemvirs à pouvoir consulaire (451)
À leur retour en 452 av. J.-C., les délégués font leur rapport devant le Sénat qui décide la création d'une commission spéciale pour un an, les decemviri legibus scribendis consulari imperio (littéralement, « les dix hommes au pouvoir consulaire pour écrire les lois »),.
Les decemviri dispose d'un pouvoir absolu, sans précédent, mettant en suspens celui des consuls, qui est justement contesté, mais aussi des tribuns de la plèbe. Il suspend également le droit d'appel (provocatio), pourtant un droit fondamental du citoyen romain qui lui assure son statut d'homme libre. Leur mission principale est de mettre le droit par écrit afin de rendre la loi accessible à tous de sorte que nul ne puisse la contester. En dehors de leur travail rédactionnel, les décemvirs gouvernent et rendent la justice chaque jour à tour de rôle. Le pouvoir du décemvir du jour est symbolisé par les douze licteurs qui le précèdent dans ses déplacements.

## Le premier collège desdecemviri(451-450)

### Les membres
Selon Denys d'Halicarnasse, les décemvirs sont tous choisis parmi les patriciens car les sénateurs estiment que seuls ces derniers peuvent proposer des lois, même s’il est convenu que le peuple les voterait. Mais ce principe n'est pas toujours appliqué par Tite-Live et les Fastes capitolins. Il paraît en fait peu probable que le premier collège n'ait été constitué que de patriciens, certains nomina des membres, comme Genucius ou Minucius selon les sources, sont plébéiens. Mais même si la composition est mixte, il est certain que les patriciens ont réussi à se réserver une place prépondérante et ainsi s'assurer le contrôle des décisions prises par les décemvirs.
Sont choisis d’office les membres de la délégation envoyée à Athènes : Servius Sulpicius Camerinus Cornutus, Aulus Manlius Vulso et Spurius Postumius Albus Regillensis, ainsi que les consuls désignés pour l’année, Appius Claudius Crassus Regillensis Sabinus et Titus Genucius Augurinus. S’y ajoutent Publius Sestius Capitolinus Vaticanus, qui a proposé au Sénat la création de la commission, ainsi que Titus Veturius Geminus Cicurinus, Caius Iulius Iullus, Publius Curiatius Fistus Trigeminus et Titus Romilius Rocus Vaticanus. Diodore de Sicile confirme cette liste donnée par Tite-Live, sauf pour Publius Curiatius Fistus Trigeminus qu'il remplace par Publius Horatius Pulvillus. Denys d'Halicarnasse donne la même liste que Diodore, avec Publius Horatius, un ancien consul dont l’âge doit apporter la pondération utile aux discussions. La direction de la commission est confiée à Appius Claudius Sabinus.

### Réalisations
Selon les sources antiques, le premier collège des décemvirs gouverne avec modération et impartialité entre 451 et 450 av. J.-C. et ont la chance qu’aucun ennemi de Rome ne se manifeste pendant cette période. Ils rédigent les premières lois sous dix titres et les soumettent au vote populaire des comices centuriates. Elles sont gravées sur dix tables d'airain ou de bois, selon les traditions.

## Le second collège desdecemviri(450-449)

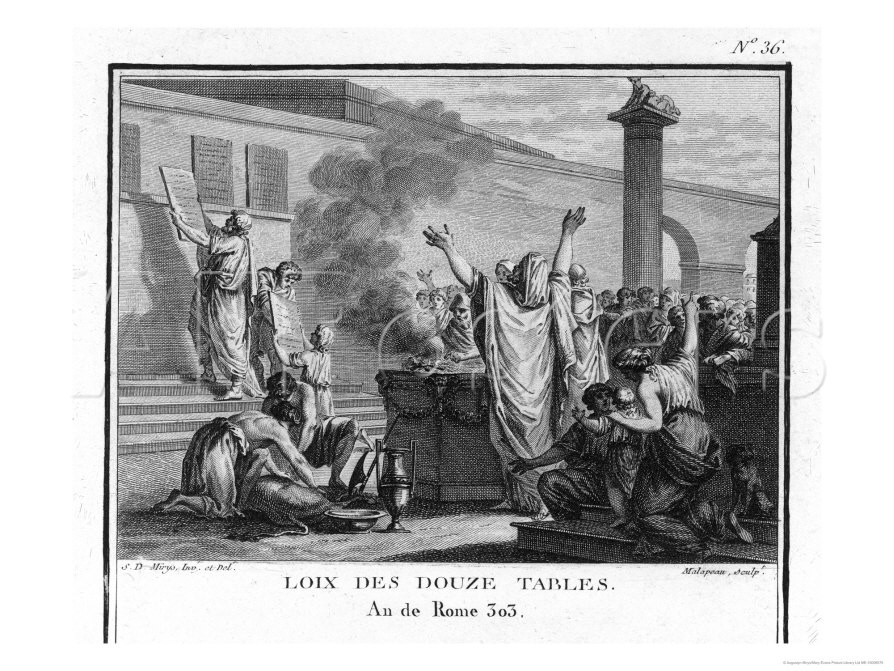
Affichage des tables de bronze portant la loi dite « des Douze Tables ».

### Les membres
Pour compléter ces lois, on organise l'année suivante des élections pour désigner de nouveaux décemvirs. Appius Claudius Sabinus se représente, contrairement à l'usage qui veut qu'on ne puisse pas briguer une magistrature deux années de suite. Il se fait néanmoins réélire après une active campagne de séduction auprès du peuple. Sont également élus : Marcus Cornelius Maluginensis, Lucius Sergius Esquilinus, Lucius Minucius Esquilinus Augurinus, Quintus Fabius Vibulanus, Titus Antonius Merenda, Manius Rabuleius, Quintus Poetelius Libo Visolus, Kaeso Duillius Longus et Spurius Oppius Cornicen. La liste donnée par Tite-Live est confirmée par Diodore de Sicile, et par Denys d'Halicarnasse. Ce dernier affirme que le second collège compte trois plébéiens, Poetilius, Duillius et Oppius, ce qui contredit Tite-Live qui les déclare tous patriciens. Les nomina Antonius et Rabuleius n'ont jusqu'à présent été portés que par des plébéiens, aussi, si l'indication de Denys d'Halicarnasse est fondée, on peut penser que ce deuxième collège a été partagé de manière équitable entre patriciens et plébéiens. Les decemviri entrent en fonction aux ides de mai 450 av. J.-C. et créent la surprise en se présentant chacun précédé de douze licteurs, soit cent-vingt licteurs en tout, une force de coercition jamais vue à Rome.

### Réalisations
Pendant cette seconde année, les décemvirs abusent de leur pouvoir et gouvernent avec despotisme, brimant la plèbe et ignorant le Sénat. Appius Claudius Sabinus, le plus puissant d'entre eux, s'attire la haine du peuple. Au bout de l'année, ils ajoutent deux nouvelles lois aux précédentes, d'où le nom de « Loi des Douze Tables »,. Selon Diodore de Sicile, ces deux nouvelles lois ne sont ajoutées que l'année suivante, en 449 av. J.-C., par les consuls qui succèdent aux décemvirs.

### Maintien des décemvirs au pouvoir
Après les ides de mai 449 av. J.-C., bien que leur mandat d’un an soit terminé et leur travail législatif achevé, les décemvirs, entrainés par Appius Claudius Sabinus, restent illégalement au pouvoir, et s'entourent d'une garde nombreuse, étouffant toute protestation émanant de toutes les classes sociales. Une opposition sénatoriale se développe néanmoins, menée par Lucius Valerius Potitus et Marcus Horatius Barbatus, et emporte le soutien du peuple.
La guerre déclenchée contre Rome par les Sabins installés dans Eretum et les Èques qui campent sur le mont Algide oblige les décemvirs à réunir le Sénat pour obtenir la levée des troupes romaines, organisées en deux armées commandées chacune par quatre décemvirs. Ces derniers sont donc contraints de se disperser et se partagent les secteurs d’opérations, tandis qu'Appius Claudius Sabinus et Spurius Oppius Cornicen restent à Rome pour assurer la défense de la ville,. Quintus Fabius, Manius Rabuleius, Kaeso Duillius et Quintus Poetilius partent affronter les Sabins et Marcus Cornelius, Lucius Minucius, Titus Antonius et Lucius Sergius combattent les Èques. Ils sont tous tenus en échec. Les deux armées se replient, la première entre Fidènes et Crustumerium et la deuxième sur Tusculum,,.

## La chute des décemvirs

### Les crimes des décemvirs

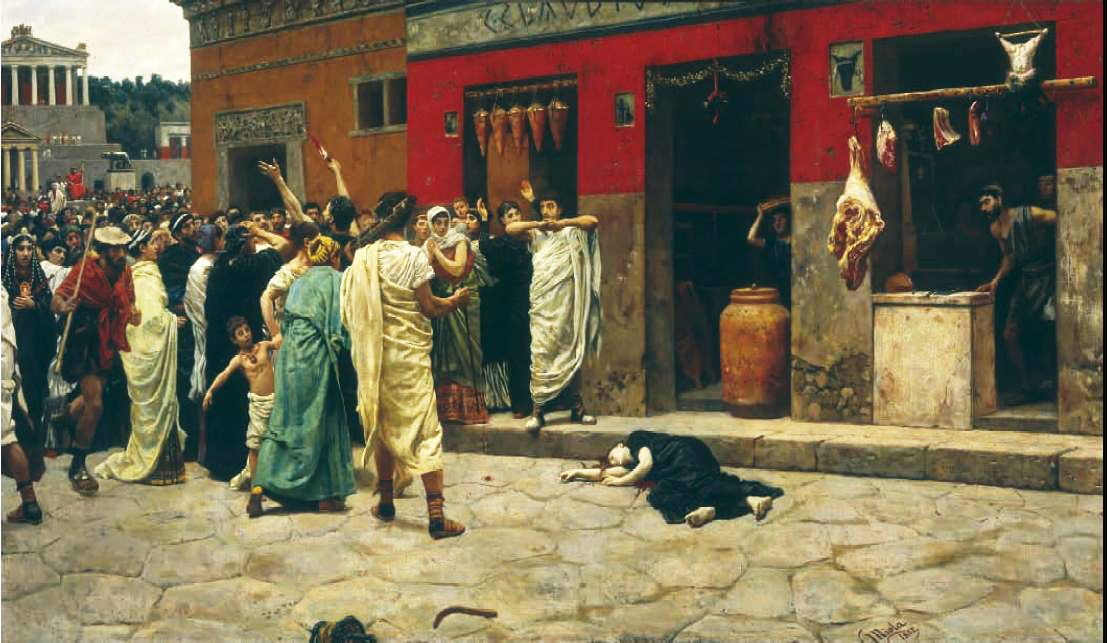
Uccisione di Virginia de Camillo Miola, 1882.

Selon la tradition, deux crimes des décemvirs déclenchent une révolte populaire et le soulèvement de l'armée. Tite-Live et Denys d'Halicarnasse s'étendent longuement sur les deux événements,, tandis que Diodore de Sicile ne cite que l'un d'eux, l'épisode de la jeune fille, mais sans nommer ni Verginia ni Appius Claudius Sabinus.
Le premier des deux crimes est le meurtre de l’opposant plébéien Lucius Siccius Dentatus, ancien tribun de la plèbe, durant une campagne en pays sabin, meurtre déguisé en perte dans une embuscade ennemie. Cette disparition dresse aussitôt les soldats contre les décemvirs. Le deuxième crime se déroule à Rome. Appius Claudius Sabinus revendique comme esclave la jeune Verginia, fille du centurion Lucius Verginius, et promise à Lucius Icilius, ancien tribun de la plèbe. Il lui intente un procès en liberté qu'il préside lui-même. À l'issue du procès, le statut d'esclave de Verginia est confirmé par la sentence décemvirale et son père préfère la poignarder en plein Forum, près du Sacellum de la Vénus Cloacina, pour la soustraire aux violences de Sabinus,.

### Deuxième sécession de la plèbe
À la nouvelle de la mort de Verginia, les soldats d'une colonne de l'armée mobilisée sur le front èque et volsque se mutinent et quittent le mont Vecilius pour venir camper sur l'Aventin, face à Rome,. Les civils plébéiens se joignent à eux sur l'Aventin et le Sénat envoie trois consulaires, Spurius Tarpeius, Servius Sulpicius et Caius Iulius, pour connaître leurs revendications,. Les insurgés réclament la venue de Lucius Valerius et Marcus Horatius, seuls patriciens avec lesquels ils acceptent de traiter. Suivant une proposition de Verginius qui s'exclut lui-même du vote, les soldats mutinés élisent dix des leurs comme tribuns militaires pour assurer le commandement de l'insurrection. Pendant ce temps, un mouvement comparable mené par les chefs plébéiens Icilius et Numitorius agite l'armée partie en campagne contre les Sabins. En apprenant l'élection de dix tribuns militaires, la deuxième armée de soldats mutinés fait de même. Ces nominations de tribuns militaires pour remplacer un commandement contesté préfigure l'instauration du tribunat militaire à pouvoir consulaire quelques années plus tard.

### Démission des décemvirs
Les deux armées font leur jonction sur l'Aventin où les vingt tribuns élisent deux d'entre eux, Sextus Manilius et Marcus Oppius, comme chefs,. À l'instigation de Marcus Duillius, ancien tribun de la plèbe, l'armée quitte l'Aventin et investit le Mont Sacré afin de transformer le mouvement d'insurrection en sécession, bientôt rejoint par de nombreux plébéiens de Rome. Sous la pression des soldats et des plébéiens, les décemvirs sont contraints de démissionner. Selon Tite-Live, au moins neuf tribuns de la plèbe sont élus afin de rétablir le consulat. Parmi eux, Caius Apronius, Marcus Duillius, Lucius Icilius, Publius Numitorius, Caius Oppius, Marcus Pomponius, Caius Sicinius, Marcus Titinius et Lucius Verginius. En plus de rétablir les consuls à la tête de l'État, les tribuns font voter des lois qui rendent obligatoire le maintien des mandats des tribuns de la plèbe et le droit d'appel. Publius Numitorius et Lucius Verginius poursuivent respectivement Spurius Oppius Cornicen et Appius Claudius Sabinus qui se suicident avant leur procès. Les autres décemvirs anticipent la condamnation et s’exilent. Leurs biens sont confisqués,,.

### Rétablissement du consulat
Après le départ des décemvirs, des élections consulaires sont organisées, sous la présidence du Pontifex Maximus, un Quintus Furius selon Tite-Live mais Manius Papirius Crassus selon Asconius. Selon la tradition, les consuls élus sont Lucius Valerius Potitus et Marcus Horatius Barbatus,,. Ces derniers parviennent à calmer les insurgés en promettant le rétablissement des principales libertés. Ils font voter une série de lois favorables à la plèbe, les leges Valeriae Horatiae, qui rétablissent entre autres les dispositions instituées par les leges Valeriae Publicolae de 509 av. J.-C.

## Conséquences
De cette crise politique interne importante, les Romains retirent les fondements du droit romain que constitue la Loi des Douze Tables. Celle-ci fonde l’égalité des patriciens et des plébéiens devant une loi enfin rédigée et visible de tous. Les droits des citoyens romains sont désormais garantis par ce corps de lois écrit accessible à tous et qui sert de référence. Les magistrats ne peuvent donc plus exercer un pouvoir arbitraire et le citoyen attaqué peut désormais invoquer les lois écrites pour se défendre. La codification des lois romaines semblent sonner comme une victoire des plébéiens sur le pouvoir des patriciens mais si on y trouve en effet des lois qui leur sont favorables, on trouve également des mesures annonçant la volonté des patriciens de s'organiser en un système de caste fermée. Ainsi, une des douze lois, qui est remise en cause à peine quelques années plus tard, interdit les mariages mixtes patricio-plébéiens.

## Analyse moderne

### L'écriture des lois
Selon la tradition, la rédaction des lois se déroule en deux temps. Les dix premières lois, jugées satisfaisantes par l'ensemble du peuple romain, sont rédigées par la première commission entre 451 et 450 av. J.-C. Les auteurs antiques expliquent que l’œuvre législative n'étant pas achevée, une seconde commission est nommée et produit les deux dernières lois. Celles-ci, contrairement, aux dix premières, provoquent un large débat et sont jugées scandaleuses par les plébéiens, toujours selon la tradition. L'histoire du décemvirat paraît en fait plus complexe et cette simplification qui consiste à opposer la première commission, juste et légitime, à la seconde, cruelle et tyrannique, ne serait qu'une invention des annalistes.

### La chute des décemvirs
L’authenticité de l’épisode de Verginia, dont la mort pour sauver sa vertu déclenche une révolution contre un pouvoir despotique, est douteuse, offrant un parallèle trop marqué avec le renversement du roi Tarquin le Superbe à la suite de la mort de Lucrèce. Le procès scandaleux de Verginia symbolise en fait la réduction en esclavage du peuple romain par les décemvirs. Il illustre les menaces que représente l'exercice d'un pouvoir arbitraire et légitime la création de la loi des XII Tables, censée éviter que cela ne puisse se reproduire.
Le crime commis à l'encontre de Verginia, d'ordre sexuel, s'ajoute au crime commis en se maintenant illégalement au pouvoir, d'ordre politique, et à celui commis en éliminant l'opposant Lucius Siccius au cours d'une campagne, d'ordre militaire. Le récit traditionnel fait se succéder trois crimes des décemvirs concernant les trois fonctions principales : morale, politique et militaire. Cette succession rappelle une fois de plus la construction du récit des annalistes pour la chute du roi Tarquin. La tradition paraît donc avoir été fortement remaniée et la perception qu'on a aujourd'hui du décemvirat pourrait être complètement faussée. Il pourrait en fait s'agir de l'expérience d'un nouveau type de gouvernement qui aurait été reconduit une deuxième année.

### Les élections consulaires de 449
La similitude des noms des consuls donnés par les auteurs antiques avec ceux de l'année 509 rendent leur authenticité douteuse. De plus, les lois dont ils seraient les auteurs, qui donnent force de loi aux plébiscites, rétablissent le droit d'appel et la sacro-sainteté des tribuns de la plèbe, rappellent également les actions des consuls de 509, ce qui renforce l'idée d'une invention de l'annalistique.